# Saint-Blaise-la-Roche
Saint-Blaise-la-Roche je občina v departmaju Bas-Rhin francoske regije Alzacija.
Leta 1990 je v občini živelo 260 oseb oz. 109 oseb/km².